# Panciuchy
Panciuchy (biał. Панцюхі; ros. Пантюхи) – wieś na Białorusi, w obwodzie brzeskim, w rejonie żabineckim, w sielsowiecie Żabinka.
W dwudziestoleciu międzywojennym wieś leżała w Polsce, w województwie poleskim, w powiecie kobryńskim.
W pobliżu miejscowości znajduje się przystanek kolejowy Bobry, położony na linii Homel - Łuniniec - Żabinka.